# Беглецы (Marvel Comics)
Беглецы (англ. Runaways) — команда супергероев из одноименной серии комиксов издательства «Marvel Comics», созданная Брайном К. Воганом и Адриан Альфоном. Впервые Беглецы появились в 1-м номере серии комикса «Runaways», вышедшего в июле 2003 года в рамках комиксов Marvel Tsunami. Серия комиксов рассказывает о группе из шести подростков, узнающих, что их родители являются злодеями и входят в тайную организацию «Прайд». Серия была отменена в сентябре 2004 года, но из-за хороших продаж и большого интереса у поклонников, Marvel возродили серию в феврале 2005 года.
Изначально команда состояла из шести детей, чьи родители регулярно каждый год встречались на благотворительном мероприятии. Однажды, дети проследили за своими родителями и узнали про «Прайд»— преступную группу из боссов мафии, путешественников во времени, тёмных магов, безумных учёных, инопланетных захватчиков и телепатических мутантов. Дети похищают оружие и артефакты у своих родителей, и пытаются сами управлять сверхспособностями.
Алекс Уайлдер обладает незаурядными интеллектуальными способностями и является лидером команды. Нико Минору узнаёт, что она является могущественной ведьмой, Каролина Дин — пришелец, Гертруда Йоркс - может общаться с динозаврами посредством телепатии. Чез Стэйн крадёт у отца перчатки, которые способны переносить его во времени, а Молли Хейз узнаёт, что она мутант с невероятной силой. Вместе дети побеждают своих родителей, и, чтобы искупить их грехи, начинают бороться против различных мировых угроз. Позже к команде присоединяется киборг Виктор Манча, Ксавин из расы Скруллов и мутант Клара Праст.
Изначально группа Беглецы изображалась дисфункциональной, но любящей семьей. Создатели комикса Брайан К. Воган и Адриан Альфона покинули серию после 24 выпуска Тома 2. Второй том продолжает Джосс Уидон и Майкл Райан (художник), пока они не отошли на вопросе тридцатого выпуска. Сценарист Терри Мур и художник Умберто Рамос стали творческим коллективом двух сюжетных арок. После одного выпуска написанного Кристофер Йостом и Джеймсо Асмусом, Кэтрин Иммонен и Сарой Пичелли, они стали новой творческой командой. Создание книги по мотивам комиксов было отменено в 2009 году, хотя первоначально Marvel сообщало о творческом перерыве, а не о закрытии серии; последний выпуск включал в себя 14 номеров, объединённых в третий том.

## История публикации
Создатель серии Брайан К. Воган создал Беглецов в 2003 году как часть Вселенной Marvel Tsinami, целью которой было привлечь новых читателей, особенно юных читателей комиксов и заинтересовать новой серией аниме-сообщество, которое больше интересовалось мангой. Редакция Marvel согласилась на это сразу, что побудило журнал Wizard назвать серию, как «одна из лучших оригинальных концепций от Marvel за тридцать лет». Tsunami оказалась неудачной, и серия закончилась на выпуске #18. После продажи серии в дайджесты, Вон подкинул идею снова в Marvel, которая её приняла. В 2009 году серия была в непрерывной публикации с момента её оживления, хотя Том 2 завершился выпуском 30, в следующем месяце увидел первый выпуск Том 3. Однако окончательный выпуск указанной серии был в ноябре 2009 года.
Сценарист Брайан К. Воган утверждал, что он планировал написать «Беглецов» на шесть месяцев (шесть выпусков), но из-за популярности серии и новых идей, Marvel решило продолжать выпускать её ежемесячно. Воган в 2007 году объявил о своём уходе из «Беглецов», решив оставить серию на вершине своей карьеры. Давний фанат «Беглецов» Джосс Уидон был лично отобран Воганом писателем; хотя Уидон отказался сначала, он позже принял предложение.
В «Fresh Ink» Блэры Батлер (сегмент кабельного канала G4) на шоу Attack of the Show Marvel показала, что Кэтрин Иммонен и Сара Пичелли являются новой творческой командой. Они начали с выпуска № 11, который будет «начинаться с выпускного вечера и закончится смертью». редактор Marvel Ник Лоу цитирует, что «он чувствует себя так хорошо и так неправильно одновременно? Если честно, и без обид на Джое или Терри, я не чувствовал себя таким образом, поскольку Герт умер». История закончилась серьёзным торможением, который ещё предстоит решить.
Позже Беглецы появились в комиксе с Дакеном в непростом в ним союзе для того, чтобы уничтожить Маркуса Ростона, суперсильного преступника, связанного с Прайдом. Они появились в Академии Мстителей #27-28. С тех пор, Виктор Манча стал постоянным персонажем роботом в тематических комиксах, в то время как Нико Минору и Чейз Стайн стали частью комикса Avengers Arena, и его сиквела Avengers Undercover.
В феврале 2015 года было объявлено, что новую серию Беглецов будут запускать во время Secret Wars Marvel и кроссовера, благодаря новому набору на Battleworld, параллельной Вселенной. В состав новой команды вошли Молли Хейз, наряду с новыми участниками как Джубили из Людей Икс, Зимний солдат, Плащ и Кинжал, Амадеус Чо и Скаар. В набор новой команды в Battleworld, также включены Эльф из Людей Икс и любовный интерес Амадеус Чо, Дельфин Горгона. Кроме того, Нико Минору была показана в комиксе A-Force. Нико также была использована на этот раз в основной Вселенной Marvel.
В мае 2017 года Marvel выпустило тизеры с персонажами Беглецов. В июне 2017 года было объявлено, что новую серию Беглецов напишет Рейнбоу Рауэлл, иллюстрировать будет Крис Анка. Выход новой серии назначен на сентябрь 2017 года.

## Основная серия
Сюжет
Когда Алекс, Чейз, Герт, Каролина, Молли, и Нико становятся свидетелями того, что их родителей состоят в «Прайде» и приносят в жертву девушку в оккультной церемонии, они убегают. По мере развития сюжета, дети учатся их наследию и способностям, и крадут ресурсы от своих родителей, в том числе футуристические рукавицы, динозавра, и мистические приспособления. Используя эти средства, они успевают снять своих родители от своих преступных помыслов в Лос-Анджелесе, но они теряют Алекс в финальной битве, из-за истинной лояльности Алекса с его родителями. Победив Прайд, Беглецы сейчас клянутся, чтобы другие злодеи не заполнили пустоту, оставленную родителями. В конце концов они встречаются с киборгом Виктор Манча и оборотнем Скруллом Ксавин, и приглашают их присоединиться к команде. Прямо перед Беглецами появляется новое воплощения Прайда и воскресший отец Алекса, Гертруда смертельно ранена. Прежде чем она умирает, она передаёт свою силу динозавру Дейнониху Олд Лесу.
В Marvel Comics в кроссовере 2006 года Гражданская война, Юные Мстители, путешествуя по Лос-Анджелесу помогли Беглецам отбить правительственных агентов и Флага-Разрушителя. Две команды сталкиваются с Нох-Варром и который работает на Щ. И. Т., чтобы поймать подростков. Чейз тогда без согласия остальных членов команды, приносит себя в жертву Гиббориму, но команда приходит, чтобы спасти его, они вызывают Гибборима, чтобы его уничтожить. Когда беглецы случайно перемещаются в 1907 год, они встречают покойного беглого родителя Гертруды Йоркс. После победы над родителем Йоркс и смертельной банды, Клара Праст присоединяется Беглецам в настоящее время. Вернувшись с 1907 года, Беглецы оказались в Нью-Йорке, где Скрулл Армада встретила Халкинга. После нападения, Ксавин притворялась Скруллом, чтобы защитить своих друзей, они отступают подальше от битвы, в то время как Ксавин помогает Халкингу сбежать от преследователей. Это было частью комиксов Marvel 2008 года кроссовером «Секретное вторжение».
В 2008 году писатель Терри Мур вместе с художником Умберто Рамос стали новым творческим коллективом. Беглецы охотятся на несколько оставшихся Даджестанианцев, солдат с желанием захватить Каролину из-за проблем, возникших на их планете. Выпуски на «Беглецов» закончились на Томе 3 выпуске 9.
Через три года Беглецы вернулись в сюжетной линии «Прайд приходит к ним», в выпусках с 17 по 19''Дакен: Тёмный Россомаха: Бессмертный''. Потом они снова появились в выпусках 27 и 28 из «Avengers Academy» прося помощи в поиске Олд Леса, который был изгнан в тайное измерение.
Беглецы были частично распущены после того, как с Виктором присоединился Хэнк Пим из команды Avengers A.I, в то время как Нико и Чейзи оба были захвачены и вынуждены бороться за свою жизнь в «Avengers Arena», а позже присоединились другие подростки супер-герои, кто выжил в «Avengers Undercover». Чейз делает намёки на возвращение позаботиться о Каролине, Молли, и Кларе, и злясь на то, что Нико не делает то же самое. Однако к концу «Avengers Undercover», Беглецы, похоже, снова вместе.
Стиль
Серия не пользуется понятиями обычных поведений супергероя, таких, как псевдонимы, костюмы и название команды. Все персонажи в Томе 1, за исключением Алекса Уайлдера, который принимает кодовое имя, но они останавливаются на использовании их названия в конце Тома 1. В отличие от многих других супергеройских команд, у Беглецов больше женщин, чем мужчин. В одной команде, там был только один парень с четырьмя девушками, что побудило другие группы, обращаться к нему как «девичный человек». At another point, the team has two males, four females and one gender shifter (and a female dinosaur). В другой команде есть два парня, четыре девушки и один трансгендер (и самка динозавра).
В начале серии Молли — единственный персонаж, которая делает костюм, но создаёт его из старого постельного белья и одежду, не традиционной униформой супергероя костюм; она никогда не надевает костюм снова. Во время сражения, Беглецы в бою в уличной одежде и называют друг друга по имени. Кроме того, они почти никогда не называют себя «Беглецами» и в названии серии можно предложить, что команда просто идёт по безымянному пути, за исключением одного краткого примера, когда Нико называет их «Беглецами», и говорит им «Бежать». Других персонажей Marvel во Вселенной Marvel, как правило, относят к безымянной команде, как «Дети Прайда» или «Дети Лос-Анджелеса» и Вон даже глумится над понятием супер геройских словечек, таких как «Халк крушить!», «Время крушить!», или «Мстители, общий сбор!». Во время боя с Роем, Нико полу-саркастически говорит команде Виктора — «Постарайтесь не умереть». Однако, несмотря на усилия Вогана, чтобы сломать клише супер героя в Беглецах, Marvel handbooks и сайт по-прежнему называют персонажей кодовыми именами. В Marvel мини серии, Mystic Arcana, опубликованной в конце 2007 года, Нике Минору дан супер геройский псевдоним «Сестра Гримм», название которой ей не отвели, так как Беглецы имеют два начала; персонаж появляется между 17 и 18 выпуском Беглецы Тома 1, но она не ссылается на кодовое имя.
Спин-офф
«Одиночки» являются группой поддержки, состоящей из бывших супергероев-подростков из прошлого комикса Marvel серии (хотя один из их членов — Одиночек был и остаётся членом успешной серий Power Pack, направленной на молодых читателей). «Одиночки» был основаны Микки Мусаси (Турбо из Новых Воинов) и Фил Урих (герой и бывший Зелёный Гоблин), и задачей группы была помочь коллегам/бывшим подростковым супергероям, чтобы приспособиться к нормальной жизни и убедить других суперподростков стать героями, хотя из-за соображении (команда в том числе) были уволены или сокращены в связи с событиями Гражданской войны (в которой стало требование закона для всех американских супергероев Вселенной Marvel, чтобы зарегистрироваться в правительстве Соединённых Штатов для обучения, либо им грозит тюремное заключение). Хотя они первоначально дебютировали под именем «Excelsior», название спин-оффа серии было изменено из Excelsior в Одиночки, из-за вопросов авторских прав, так как Стэн Ли имеет торговую марку «Excelsior!» а команда не называет себя «Одиночками», тем не менее это не название группы (в таком контексте это будет оксюморон).
Персонажи
Изначально, в команде описано шесть основных «Беглецов», что оставалось неизменным на протяжении всего первого тома (18 глав).
Оригинальный состав:
- Нико Минору, дочь тёмных колдунов, способна управлять магией. Она является лидером группы[38].
- Каролина Дин, дочь инопланетных захватчиков, работающий на солнечной энергии инопланетян. Она находится в отношениях с Ксавин[38].
- Молли Хейз, дочь телепатов-мутантов и сама является мутантом, чьи способности заключаются в суперсиле и неуязвимости[38].
- Чейз Стэйн, сын безумных учёных, похищает у отца рукавицы «Фристигоны»[38].
- Алекс Уайлдер, сын боссов мафии, вундеркинд, эксперт в области стратегического мышления и планирования[38].
- Гертруда Йоркс, дочь путешествующих во времени преступников, пользуется телепатической связью с динозавром Олд Леком[38].
- Олд Лек, генномодифицированный динозавр из 87-го века, имеет телепатические и эмпатические связи с Герт и Беглецами[38].

Поздний состав:
- Виктор Манча, созданный врагом Мстителей Альтроном и Маринелл-Манчей, является киборгом, который может управлять электричеством и металлом[38].
- Ксавин, ребёнок Скруллов, может изменять форму, а также использовать силы Фантастической четвёрки[38].
- Клара Праст, швейцарская иммигрантка в Америке с 1907 года и невеста заблужденного пожилого человека, может контролировать рост растений[39].

## Другие версии

### Heroin
В будущем Гертруда путешествует назад во времени. Она находится в тридцатых годах 21 века, и без Олд Лека, и её супергерои зовут в своё время. Нико Минору выясняет с помощью магии, что эта версия Гертруды является лидером Мстителей в этой временной линии. Супергерои в своё время придумывают для себя символы, чтобы сделать официальное появление в обычной Вселенной Marvel, включая «Железную Леди», героя Скорпиона, «Fantastic Fourteen», и «Капитаны Америки». Она и остальные члены её команды, Люди Икс во главе с Броней), и «Fantastic Fourteen» убиты Виктором Манчей в будущем, который завершил свою первоначальную миссию запрограммированный Альтроном чтобы стать конечным суперзлодеем «Победоносный».

### Дом М
В доме М основной реальности, «Прайд» упоминается как организация, не только Лос-Анджелеса, но и всей Южной Калифорнии. В отличие от обычной реальности, их дети остаются с родителями. Каролина упоминается как «идущая» девушка в Волчью Стаю. Когда Алая ведьма принимает большинство мутантов населения державы, Молли Хэйз — одна из немногих, кто исполняет её полномочия.
В интервью Comic Book Resources, выяснилось, что «Беглецы» (несмотря на то, что в основной Вселенной Marvel) не относятся к Дому М основной реальности. Воган объяснил причину, почему не хотел, чтобы Беглецы обращались к Алой Ведьме только потому, что он не хотел, чтобы читатели Беглецов путали в комплексе Дом М сюжетную линию. Он, однако говорит про небольшую однострочную ссылку, которая произвела следующую проблему: после того, как Молли гневно ударила Росомаху в церкви, он сел в снег и с горечью говорит: «Только 198 мутантов осталось на планете… и эта девушка должна была стать одной из них». В событиях Дома М И «Decimination» не упомянутый позже вопрос написал Крис Йост, когда Росомаха, встречаясь с Молли снова говорит: «Я не знаю, идёшь ли ты в ногу со временем, но были миллионы мутантов, а теперь их под 200.»

### Marvel Zombies
В Marvel Zombies #2, Пузыря преследуют различные зомби супергерои. Позади него, на заднем плане, зомби версии Беглецов показаны питающимися динозавром Олд Леком.

### Wha… Huh?
Гуфи версии оригинальной команды, в том числе Алекса Уайлдера, не видны в Wha… Huh? в каждом выпуске как часть анекдота про Росомахау, но появляются в каждом комиксе, включая Арчи, Yu-Gi-Oh!, и Покемоны.

### What If…?
В декабре 2008 года, все пять выпусков, What If...? представленные Беглецы становятся Юными Мстителями в истории. В пятой части (правда в What If…? Беглецы стали Юными Мстителями?) показано, как Железный Парень призывает Беглецов на следующую новую волну Мстителей, заставляя их быть реальными супергероем команды в костюмах. Хотя позже выясняет Железный Парень, что свёл их вместе на самом деле Виктор Манча — Железный Парень напал на Виктора из будущего при попытке его бежать в Эру Мстителей, Викториус возвращается с ним и с помощью Виктор-хай-Джека и его Кан-оборудования пытаясь спасти младшего себя, в результате в Железный Парень убит и Кан были стёрты из истории, в то время как Виктор разрушает его в будущем и отправляется через Кан-временной ремень, чтобы найти свой собственный путь, оставляя Беглецов продолжать путь Молодых Мстителей с погони теперь с помощью деталей из чугуна лад брони Парня после того, как он был ранен в бою с победителем. Написанный С. B. Чебулски и нарисованный Патриком «Спаз» Спазианте сюжет изначально был таким: Что было бы если Беглецы не сбежали? Но Чебулски и Спазианте случайно наткнулись на сюжет Юных Мстителей и они решил объединить две истории в одну. Джо Кесада, главный редактор комиксов Marvel показал в начале в своём онлайн-интервью «MyCup o' Joe», сказал, что главный злодей в What If…? в победноносной сюжетной линии является Канг Завоеватель. Рецензент Джесси Щеден из IGN описал What If…? как «Опущенную», хотя история Беглецов была позитивно воспринята.

### Ultimate Marvel
В Ultimate Marvel, версия Беглецов существует, как мутанты секретной команды Щ. И. Т. под управлением директора Ника Фьюри назвавшейся Ultimate X. После событий Ultimate, Ник Фьюри связался с Джин Грей как Карен Грант с целью объединить братьев-мутантов для борьбы с угрозами в основном конфликте в Юго-Восточной Азиатской Республике с двумя городами сверхлюдей. Входят туда Джимми Хадсон, сын покойного Росомахи, Элизабет «Лиз» Аллан как Огнезвезда, бывший одноклассник Человек-Паук, который обнаружил, что она является пирокинетическим мутантом, и Дерек Морган как Страж, Мститель в Чикаго который может отрастить крылья, когти и светящиеся красные глаза. Команда была официально названа Беглецами в комиксе Marvel-Ultimate Comics: Ultimates.

### Secret Wars
Альтернативная версия Беглецов в комиксе Томе 4, появляется во время Secret Wars в Battleworld. Мини-серия была создана Ноэлль Стивенсоном и Санфорд Грином. В серии, разные группы детей, которые являются студентами в Институте Виктора фон Дума для одарённых подростков в Думстадте, обнаруживают, что ежегодные выпускные экзамены в школе на самом деле являются смертельными. Они убегают, но не убегает старший ученик Бакки Барнс, по приказу директора школы Валерия фон Дума.
Событие кроссовера Secret Wars завершилось с 4 выпусками без подтверждения того, следует ли Беглецам возвращаться на новые события, разные события Marvel после Secret Wars.

### Состав
Новая команда включает в себя альтернативные версии героев Marvel, таких как:
- Амадеус Чо, считается мозгом группы, так как он может взламывать компьютеры и Думботов. Он слегка восхищается Дэльфин Горгоной.
- Плащ и Кинжал из Арахнии, Тайрон (Плащ) и Тэнди (Кинжал). Действующие в паре брат и сестра.
- Дельфина Горгона, член ночных ведьм. Она теряет руку со временем.
- Обмороженая (Санна Стренд) из Килвила, жёсткая женщина, которая всегда придерживается правил. Она сильно не любит Джубили.
- Джубили Лимбо, одна из членов банды-Тип группы, называющей себя ночными ведьмами. Однако, это не подтверждено, является ли она вампиром или нет.
- Молли Хейс из Королевства Манхэттен, единственная из оригинальных Беглецов.
- Эльф из Мутопии, третий член ночных ведьм. В настоящее время умершая.
- Скаар из Гренландии, Халк и телохранитель Амадея Чо.

## Вне комиксов

### Фильм
В мае 2008 года, сценарии экранизации по комиксам был в процессе, с писателем Брайан К. Воганом и Кевином Файги — президент Marvel Studios. Файги сказал: «В наших беседах с Брайаном, мы хотели, чтобы он был человеком, который приведёт Беглецов к жизни. Я думаю, это не будет точной сюжетной линией из любых его комиксов, но, конечно, он будет максимально похож на ту или иную структуру в его первоначальном запуске». с 2011 года выпуск фильма был рассмотрен, как Фейги ожидал готовый сценарий в начале 2009 года. В апреле 2010 года Питер Соллет был назначен как главный в производстве фильма. В мае 2010, британский сценарист Дрю Пирс, известный по сериалу No Heroics, как сообщается, будет писать фильм для Marvel Studios. В июле 2010 года сообщалось, что съёмки начнутся примерно в марте — июле 2011 года. 5 августа 2010 года был предварительный кастинг для фильма.
В октябре 2010 года, производственные работы над фильмом были приостановлены из-за Marvel, которые ориентировались на Мстителей. Была выражена надежда, что фильм будет запланирован к выпуску где-то в 2014 году, но только два релиза этого года были: Первый мститель: Другая война и Стражи Галактики. В Марте 2013 Года Кевин Файги сказал в интервью, что они решили не снимать фильм, из-за того, что Дрю Пирс был перенаправлен на фильм Железный человек 3 в силу сценария своих Беглецов. Marvel Studios работают над проектами: Блэйд , Капитан Марвел, Железный кулак, Чёрная Пантера, Беглецы и Доктор Стрэндж. 24 сентября 2013 года, Пирс рассказал, что фильм в настоящее время заморожен из-за успеха Мстителей, но и предположил, что он сможет увидеть релиз в какой-то момент в будущем.

### Телевидение
Пока шёл разговор о короткометражном фильме Marvel (Marvel One-Shot) «Да здравствует король», Пирс рассказал, что он думает о возможности адаптировать Беглецов в сериал. В Августе 2016, Hulu заказало пилотную серию вместе с дополнительными сериями для Беглецов, но потом заказало сразу все серии, отказавшись заказывать сначала пилотную серию. Сериал напишут Джош Шварц и Стефани Сэвадж. Съёмки начались в феврале 2017 года. Хотя Marvel Television, не знает, когда сериал будет выпущен и неизвестно, будет ли он происходить в Кинематографической вселенной Marvel. Позже было объявлено, что Джош Шварц и Стефани Сэвадж совместно наняты, чтобы быть шоураннерами сериала. В феврале 2017 года, глава Marvel Television Джеф Лоэб сообщил, что в состав главных ролей были выбраны Лирико Окано, Вирджиния Гарднер, Аллегра Акоста, Грегг Салкин, Рензи Фелиц, и Ариэла Барер, которые появятся в сериале как Нико Минору, Каролина Дин, Молли Хэйс, Чейз Стейн, Алекс Уайлдер, и Герттруда Йоркс. Позже, в том же месяце, были объявлены роли на их родителей, команду суперзлодеев известный как «Прайд».

### Видеоигры
Нико Минору, Каролина Дин, Виктор Манча, Чейз Стейн (вместе с динозавром Олд Леком) и Молли Хэйс появляются в качестве играбельных персонажей в игре Marvel: Avengers Alliance. Чейз также появляется как разблокируемый персонаж в игре Lego Marvel’s Avengers. Нико Минору как Сестра Гримм появляется как играбельный персонаж в игре на Android и iOS: Marvel: Future Fight.